# Melanolophia mallea
Melanolophia mallea är en fjärilsart som beskrevs av Frederick H. Rindge 1964. Melanolophia mallea ingår i släktet Melanolophia och familjen mätare. Inga underarter finns listade i Catalogue of Life.